# Домингес, Нери Андрес
Нери Андрес Домингес (исп. Nery Andrés Domínguez; родился 9 апреля 1990 года, Каньяда-де-Гомес, провинция Санта-Фе) — аргентинский футболист, полузащитник клуба «Универсидад де Чили».

## Биография
Домингес — воспитанник клуба «Росарио Сентраль». 18 августа 2012 года в матче против «Бока Унидос» он дебютировал в Примере B. В этом же поединке Нери забил свой первый гол за «Росарио Сентраль». По итогам сезона Домингес помог клубу выйти в элиту. 5 августа 2013 года в матче против «Кильмеса» он дебютировал в аргентинской Примере.
В начале 2016 года Нери перешёл в мексиканский «Керетаро». Сумма трансфера составила 1 млн евро. 6 февраля в матче против «Веракрус» он дебютировал мексиканской Примере. 2 апреля в поединке против «Тихуаны» Домингес забил свой первый гол за «Тихуаны».
В начале 2017 года Нери на правах аренды вернулся на родину, присоединившись к «Индепендьенте». В матче против «Велес Сарсфилд» он дебютировал за новую команду. 16 июня в поединке против «Дефенса и Хустисия» Домингес забил свой первый гол за «Индепендьенте». В том же году он помог клубу завоевать Южноамериканский кубок забив в матче против чилийского «Депортес Икике».
В начале 2018 года Домингес на правах аренды перешёл в «Расинг» из Авельянеды. 29 января в матче против «Унион Санта-Фе» он дебютировал за новый клуб.

## Титулы и достижения
- Чемпион Аргентины (1): 2018/19
- Победитель Примеры B Насьональ (1): 2012/13
- Финалист Кубка Аргентины (1): 2014/15
- Обладатель Южноамериканского кубка (1): 2017